# 1868 au Québec
Cet article traite des événements survenus en 1868 au Québec. 

## Événements

### Janvier
- 22 janvier : William Workman confirme qu'il se présente aux élections municipales de Montréal[1].

### Février
- 4 février : le premier discours du budget de la province de Québec, lu par le trésorier Christopher Dunkin, annonce un excédent financier avec des dépenses de 1 183 000 $ et des recettes de 1 535 000 $[2].
- 19 février : départ du premier contingent des zouaves pontificaux québécois pour Rome[3].
- 20 février : La Minerve annonce que le froid cinglant des derniers jours a obligé plusieurs familles pauvres de Montréal à brûler leurs meubles pour se protéger de la basse température[4].
- 22 février : 
  - l'Assemblée législative adopte ses premières règles de procédure[5].
  - les députés de l'Assemblée législative se votent une indemnité de 450 $ chaque pour la durée de la session. L'indemnité vaut également pour les membres du Conseil législatif[5].
- 24 février : la session est prorogée.

### Mars
- 1er mars : William Workman est élu maire de Montréal. Son opposant, Jean-Louis Beaudry, contestera en vain l'élection.

### Avril
- 7 avril : le député fédéral de Montréal-Ouest, Thomas D'Arcy McGee, est assassiné à Ottawa après un discours en Chambre. Un synpathisant fénien, Patrick J. Whelan, est arrêté et accusé de meurtre[6].
- 20 avril : le libéral-conservateur Michael Patrick Ryan remporte l'élection partielle fédérale sans opposition de Montréal-Ouest à la suite de la mort de Thomas D'Arcy McGee.
- 21 avril : une partie du village de Saint-Martin, près de Montréal, est rasé par un incendie. Cinquante bâtiments dont 12 maisons sont détruits[7].
- 28 avril : le commerçant Nazaire Dupuis ouvre un magasin qui s'appellera Dupuis Frères à Montréal.

### Mai
- Mai : l'évêque de Québec, Charles-François Baillargeon, préside le concile de Québec auquel assiste 11 évêques et plusieurs théologiens[8].
- 26 mai : la reine Victoria octroie ses premières armes au Québec[5].

### Juin
- 16 juin : le prince héritier Albert Grimaldi de Monaco est le premier dignitaire de ce petit pays à visiter le Canada. Sa première destination est Québec où il loge à l'Hôtel Russell sur la Côte du Palais[9].
- 17 juin : une épidémie de variole se déclare parmi des émigrants norvégiens, arrivés récemment à Montréal[10].

### Juillet
- 21 juillet : un feu de forêt sévit en Estrie. Le village d'Acton Vale est menacé[11].

### Septembre
- 1er septembre : l'évêque de Montréal, Ignace Bourget, publie un mandement mettant ses paroissiens en garde contre les pièces de théâtre étrangères, jugées immorales[12].
- 30 septembre : Louis-Charles Boucher de Niverville démissionne de son poste de député de Trois-Rivières lorsqu'il devient le shérif de son comté[5].

### Octobre
- 12 octobre : Georges-Étienne Cartier est en visite à Londres pour quelques mois. Il doit discuter avec les autorités britanniques de l'entrée des Territoires de l'Ouest (le futur Manitoba) dans la Confédération canadienne[13].
- 16 octobre : le conservateur Sévère Dumoulin remporte l'élection partielle provinciale de Trois-Rivières[5].
- 17 octobre : le conservateur William McDougall remporte l'élection partielle fédérale de Trois-Rivières à la suite de la démission de Louis-Charles Boucher de Niverville.

## Naissances
- 16 janvier : Octavia Ritchie (première femme à recevoir un diplôme en médecine au Québec) († 1er février 1948).
- 22 janvier - Adjutor Rivard (homme de loi et écrivain) († 17 juillet 1945)
- 16 mars - Adélard Riverin (médecin et homme politique) († 16 novembre 1932)
- 22 avril - Médéric Martin (homme politique) († 12 juin 1946)
- 1er mai - Ludger Larose (peintre) († 13 novembre 1915)
- 1er septembre - Henri Bourassa (journaliste et homme politique) († 31 août 1952)

## Décès
- 29 février - Stevens Baker (cultivateur et homme politique) (º 16 août 1791)
- 7 avril - Thomas D'Arcy McGee (homme politique) (º 13 avril 1825)
- 7 décembre - William Dow (homme d'affaires) (º 27 mars 1800)